# Waldir Leite (político)
Waldir Turchetti da Costa Leite (Santos, 8 de julho de 1964) é um político brasileiro.

## Biografia
Filho de José da Costa Leite e Olga da Costa Leite, mudou-se em 1969 para a cidade de Paranaguá.
- 1996 foi eleito vereador de Paranaguá pelo PDT;
- 2000 foi re-eleito, pelo PSDB;
- 2002 foi eleito deputado estadual pelo PPS;
- 2003 assumiu a liderança da bancada do PPS e Presidência da Comissão do Meio Ambiente;
- Foi membro da Comissão Parlamentar de Inquérito (CPI) que investigou supostas irregularidades ocorridas no extinto Banco do Estado do Paraná (Banestado);
- Foi presidente da Comissão de Meio Ambiente da Assembleia Legislativa do Paraná.
- Foi autor do pedido de instauração da Comissão Parlamentar de Inquérito que investigou supostas irregularidades ocorridas no Porto de Paranaguá.
- 2005 assumiu novamente a liderança da bancada do PPS.
- 2010 assumiu a Liderança do PSC em Paranaguá e Foi Canditado a Deputado Federal,ficando como 2º suplente.
- 2012 foi eleito novamente vereador na cidade de Paranaguá pelo PSC, com 1.728 votos (2,10% da quantidade de votos válidos).[1]
- 2016 foi re-leito vereador, desta vez com a maior votação de toda história da cidade, com 2.834 votos.